# Милосавлевич, Ружица
Ружица Милосавлевич (серб. Ружица Милосављевић; род. 29 апреля 1946, ур. Ружица Йованович (серб. Ружица Јовановић)) — сербская шахматистка, международный мастер среди женщин (1971), победительница чемпионата Югославии по шахматам среди женщин (1969).

## Биография
С конца 1960-х до начала 1970-х годов была одной из ведущих югославских шахматисток. В 1969 году победила в чемпионате Югославии по шахматам среди женщин. В 1971 году в Охриде участвовала в межзональном турнире по шахматам, в котором поделила 11-е — 12-е место с Таней Беламарич (в турнире победила Нана Александрия).
В 1971 году была ФИДЕ удостоена звания международного мастер среди женщин (WIM).

## Изменения рейтинга
| Графики недоступны из-за технических проблем. См. информацию на Фабрикаторе и на mediawiki.org. |